# Kéty
Kéty ist eine ungarische Gemeinde im Kreis Bonyhád im Komitat Tolna.

## Geografische Lage
Kéty liegt 17 Kilometer nordwestlich des Komitatssitzes Szekszárd und 16 Kilometer nördlich der Kreisstadt Bonyhád. Nachbargemeinden sind Felsőnána, Murga, Tevel, Kisdorog und Zomba.

## Geschichte
Im Jahr 1907 gab es in der damaligen Großgemeinde 215 Häuser und 1070 Einwohner auf einer Fläche von 2269  Katastraljochen. Sie gehörte zu dieser Zeit zum Bezirk Simontornya im Komitat Tolna.

## Söhne und Töchter der Gemeinde
- Gyula Hegedűs (1870–1931), Schauspieler
- Ferenc Deéd (1901–1983), Zeichner, Graphiker und Maler
- György Danis (1945–2012), Arzt und Politiker

## Sehenswürdigkeiten
- Evangelische Kirche, 1786 erbaut
- Römisch-katholische Kirche Mindenszentek, 1743 im spätbarocken Stil erbaut
- Römisch-katholische Kapelle Szent László, Ende des 18. Jahrhunderts im spätbarocken Stil erbaut
- Gyula-Hegedűs-Büste, erschaffen von Kitti Kaponya
- Weltkriegsdenkmal

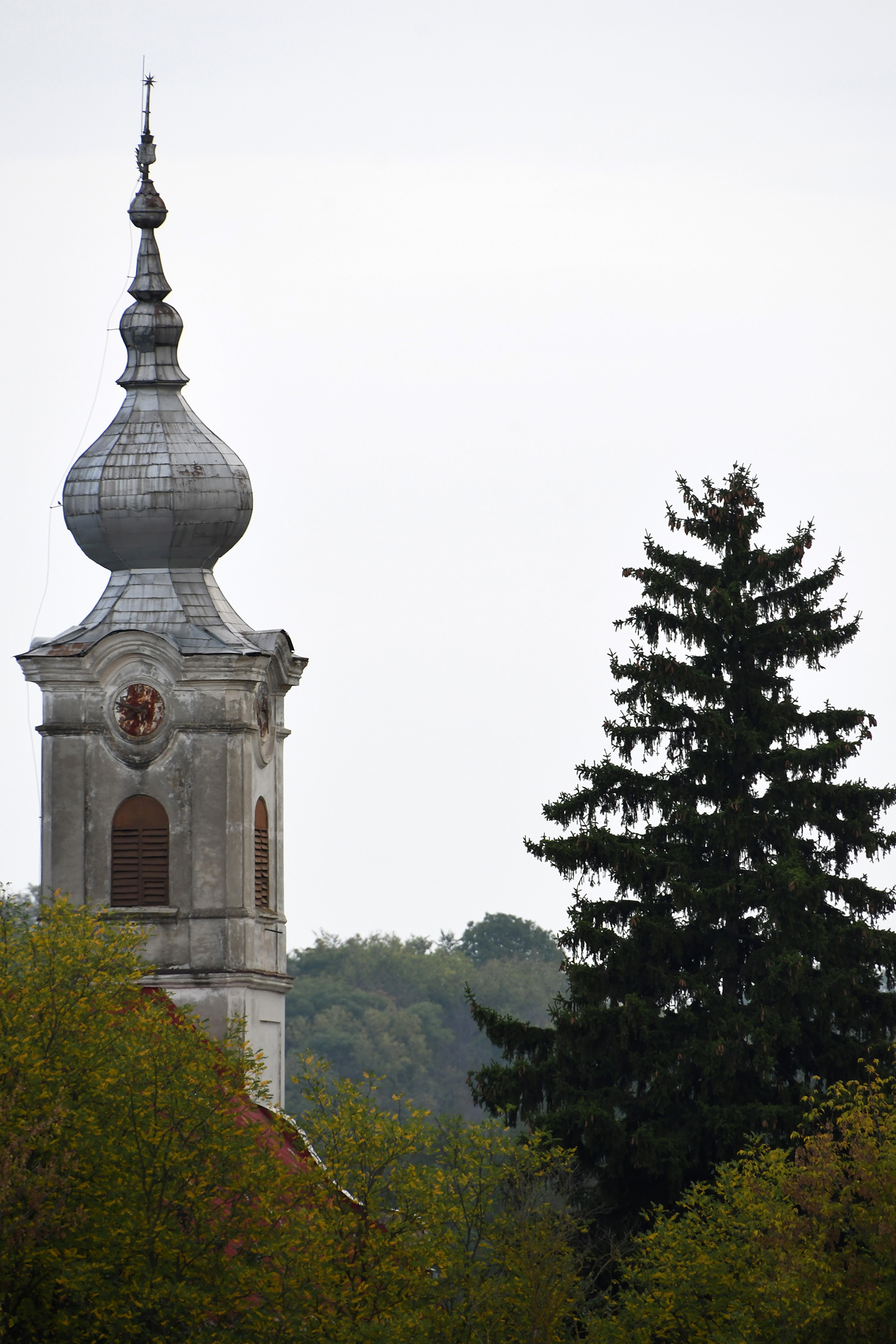
Turm der evangelischen Kirche
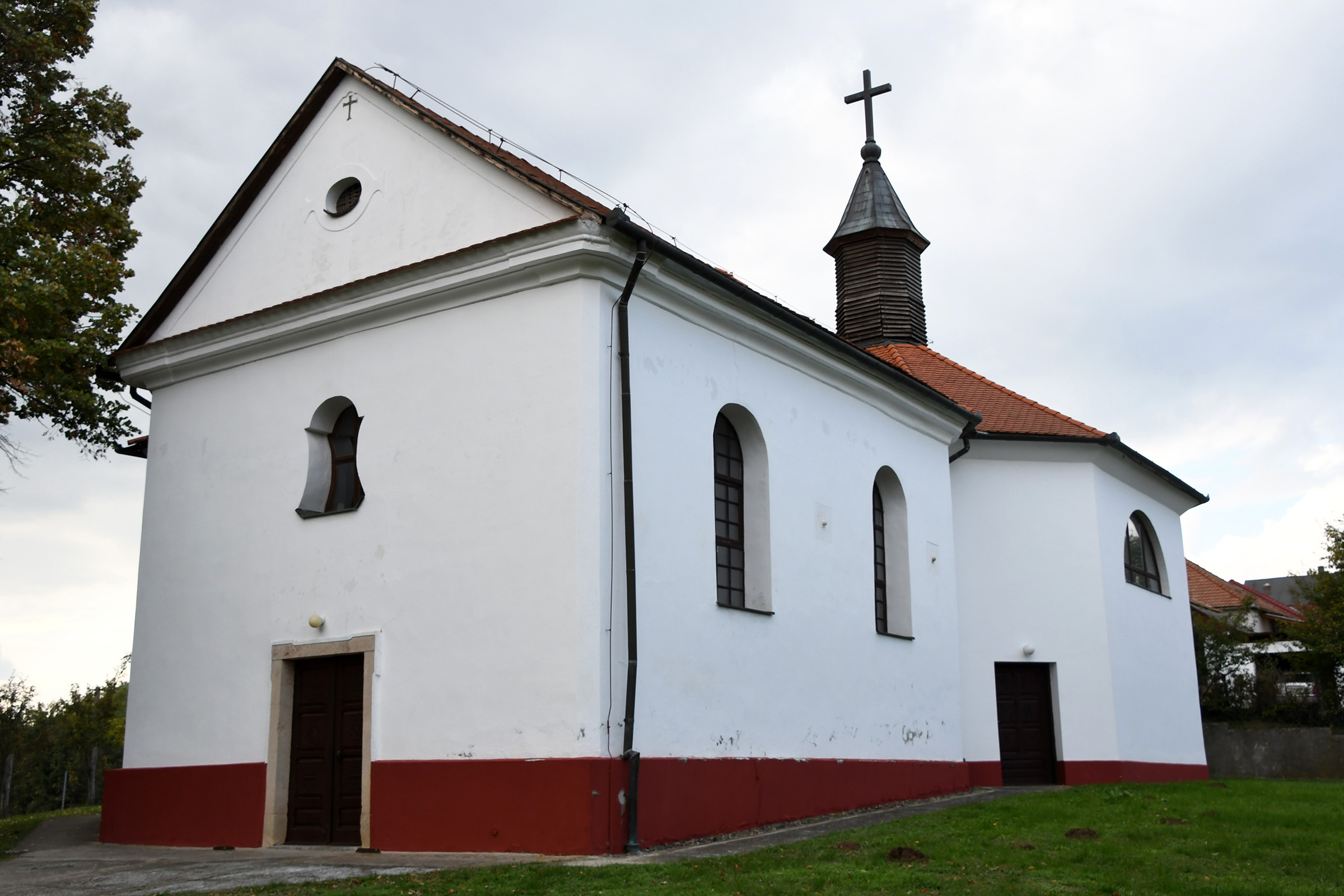
Römisch-katholische Kapelle Szent László
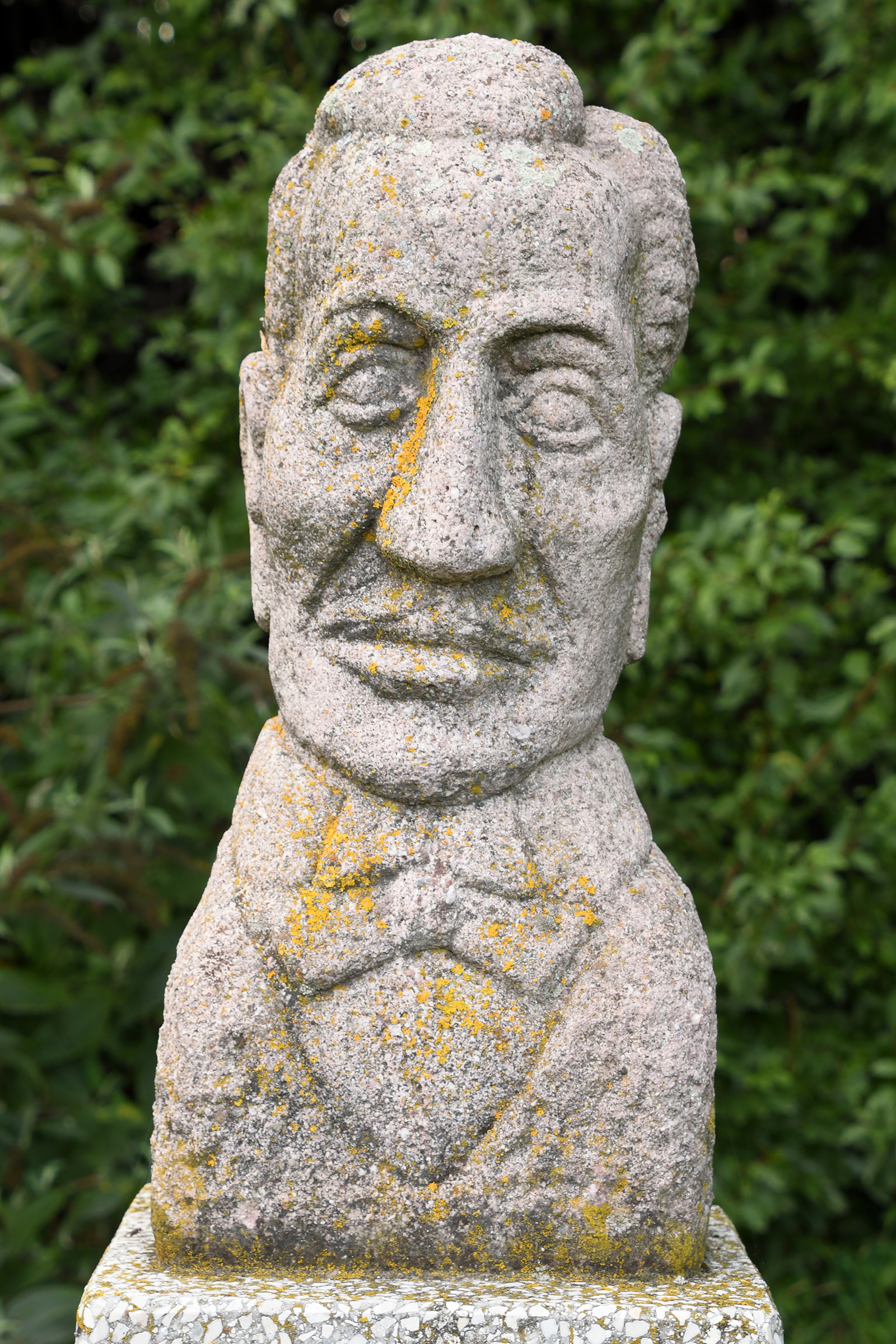
Gyula-Hegedűs-Büste

## Verkehr
Durch Kéty verläuft die Hauptstraße Nr. 65. Es bestehen Busverbindungen über Zomba nach Szekszárd, über Hőgyész und Kurd nach Dombóvár sowie über Szakály und Tamási nach Siófok. Der nächstgelegene Bahnhof befindet sich 15 Kilometer nordwestlich in Szakály-Hőgyész.